# Пельчар, Иосиф Себастьян
 Ио́сиф Себа́стьян Пе́льчар  (пол. Józef Sebastian Pelczar, 17 января 1842, Корчина, Подкарпатское воеводство — 27 марта 1924, Пшемысль, Львовское воеводство) — святой Римско-Католической Церкви, епископ епархии Пшемысля, основатель женской монашеской конгрегации «Сёстры Служительницы Пресвятого Сердца Иисуса». 

## Биография
После окончания шестого класса средней школы вступил в начальную семинарию, в 1860 году продолжил теологическое обучение в Высшей духовной семинарии в Пшемысле.
17 июля 1864 года был рукоположён в священника, после чего в течение полутора лет служил викарием в городе Самборе. С 1866 по 1868 год обучался в Риме в Папском Григорианском Университете и Институте святого Аполинария (сегодня — Папский Латеранский университет). После возвращения в Польшу преподавал в семинарии города Пшемысля, а потом в течение 22 лет преподавал богословские дисциплины в Ягеллонском Университете в Кракове. Принимал активное участие в работе благотворительной организации «Общество святого Викентия де Поля», которое в то время организовывало в Польше библиотеки, издание бесплатных книг.
В 1891 году Иосиф Себастьян Пельчар организовал братство, посвящённое Пресвятой Деве Марии, Королевы Польши. Это братство занималось опекунством над сиротами, материально помогало бедным и нуждающимся. В 1894 году Иосиф Себастьян Пельчар организовал женскую монашескую конгрегацию «Сёстры Служительницы Пресвятого Сердца Иисуса».
В 1899 году был рукоположён в епископа, став ординарием диоцеза города Пшемысля. Будучи епископом, активно строил новые храмы в своём диоцезе, открывал школы, приюты для сирот и бездомных, боролся с алкоголизмом среди верующих. Иосиф Себастьян Пельчар умер в ночь с 27 на 28 марта 1924 года.

## Прославление
2 июня 1991 года Иосиф Себастьян Пельчар был причислен к лику блаженных папой Иоанном Павлом II, им же 18 мая 2003 года был причислен к лику святых.
Мощи святого Иосифа Себастьяна Пельчара находятся в кафедральном соборе св. Иоанна Крестителя в городе Пшемысль, Польша. День памяти в католической церкви — 19 января.